# Гусан Айказун
Гусан Айказун (род. 20 апреля 1951, Арташат, Армянская ССР; арм. Գուսան Հայկազուն), настоящее имя Гагик Степанович Назарян (арм. Գագիկ Ստեփանի Նազարյան) — армянский гусан, композитор, автор песен, художественный руководитель музыкального ансамбля «Айказунк», Заслуженный деятель культуры Республики Армения (2010), член союза добровольцев «Еркрапа».

## Биография

### Ранние годы
Родился 20 апреля 1951 года в городе Арташате, Армянская ССР. В семье, помимо него, было ещё три сестры. Корни из города Хой. В раннем возрасте потерял отца. Единственное, по словам гусана Айказуна, что сохранилось от него — отцовское охотничье ружьё, с которым будущий гусан никогда не расставался.
Уже в школьные годы писал патриотические и любовные песни.
По словам гусана, школьный учитель Рафик Арутюян оказал на него решающее влияние, благодарю чему он впоследствии начал писать патриотические песни. Окончил школу в 1967 году, после чего поступил в Ереванский строительный техникум. По профессии строитель-инженер. В молодости вдохновлялся стихами Ованеса Шираза.
Выбрав псевдоним гусан Айказун, тем самым подчёркивает, что является потомком Айка Наапета. По словам гусана Айказуна, его произведения являются призывом к борьбе и среди них нет печальных, слезливых мотивов.
Вместе со своим ансамблем «Айказунк» каждый год даёт концерты в более чем 40 школах Армении и НКР, а также множество концертов в диаспоре.

### Карабахское движение
Принимал участие в Первой карабахской войне в арташатском отряде «Еркрапа» под командованием Мгера Сагателяна. Военные действия начал с села Ерасх, был также в Чайкенде, Капане, Горисе, Лачине. В тяжелейших боях не участвовал, поскольку командир отряда предпочёл, чтобы гусан продолжал сочинять новые песни. Большу́ю часть песен написал на поле боя. По утверждению гусана, один раз видел Монте Мелконяна. Впоследствии, после его смерти близко общался с его женой Седой и до сих пор поддерживает связь с его другом Алеком Енигомшяном. Вступив с первых же дней в Карабахское движение, в течение недели написал свою первую песню — Hayer, miatseq (арм. Հայեր, միացեք). Первый раз лично исполнил её 17 мая 1988 года (в день рождения своей дочери) на площади Оперы. Первую аранжировку и исполнение по телевидению этой песни произвёл в своё время известный музыкальный коллектив «Зоравар Андраник» под руководством сасунца Саака Галояна (муж Сусанны Сирадегян).

## Произведения
Является автором и исполнителем более ста текстов песен. Более десяти песен Министерство обороны Армении приняло как армейский марш.
- Hayer, miatseq
- Getashen
- Hpart gnatseq (1992).
- Mousa Leran
- Verakangnvir, Kilikia
- Piti Gnanq (1989[2])
- Maghavouzi Karoyi Yerge
- Parir, Artsakhtsi
- Monte Melkonyan

## Семья
Отец — Степан Назарян. Три сестры. Трое сыновей (из них Сипан Назарян — Сипан Айказун — также певец) и дочь.

## Награды
- Медаль Признательности[арм.] (24 января 2020) — за значительный вклад в сохранение и развитие гусанского песенного искусства[6]
- Заслуженный деятель культуры Республики Армения (17 сентября 2010) — по случаю 19-летия провозглашения независимости Республики Армения, за большие заслуги в области культуры и искусства[7]
- Золотая медаль и Благодарственная Грамот Министерства диаспоры Республики Армения[3]

## Интересные факты
- Piti Gnanq (арм. Պիտի գնանք) — любимая песня гусана[1], написанная им в 1989 году[2].
- Гусан Айказун не знаком с нотной грамотой, никакого музыкального образования не имеет, не умеет играть на музыкальных инструментах[3].